# La Rambla, Barcelona
La Rambla (phát âm tiếng Catalunya: [ɫə ˈrambɫə]) ở trung tâm Barcelona, là một đường phố ở trung tâm Barcelona, phổ biến với du khách và người dân địa phương. Một trung tâm dành cho người đi bộ có cây trồng hai bên đường, nó kéo dài 1,2 km (0,75 mi) nối Plaça de Catalunya ở trung tâm với Đài tưởng niệm Christopher Columbus ở Port Vell. La Rambla tạo thành ranh giới giữa khu phố Barri Gòtic, về phía đông, và El Raval, về phía tây.
La Rambla có thể rất đông đúc, đặc biệt là trong cao điểm của mùa du lịch. Sự phổ biến của nó với khách du lịch đã ảnh hưởng đến đặc tính của đường phố này, biến nó thành nơi có nhiều quán cà phê vỉa hè và các kiosk lưu niệm. Nó cũng bị ảnh hưởng vì sự để ý của những kẻ móc túi và đặc biệt là ở đầu cuối phía nam của nó, bởi những người bán dâm.
Nhà thơ người Tây Ban Nha Federico Garcia Lorca từng nói rằng La Rambla là "con đường duy nhất trên thế giới mà tôi ước là sẽ không bao giờ kết thúc".